# Бели пелин
Бели пелин (лат. Artemisia herba-alba) вишегодишњи је жбун из рода пелина (Artemisia) који припада породици главочика (Asteraceae). Расте углавном на семиаридним подручјима уз обале Средоземног мора и на Арабијском полуострву.
Име је добио због својих беличастих и вунастих стабљика и листова. У хербалној медицини има широку употребу као спазмолитик и антисептик.

## Опис врсте
Бели пелин је полужбунаста вишегодишња биљка која расте углавном на семиаридним подручјима и на тлу сиромашном храњивим супстратима. У висину обично нарасте од 20 до 40 цм. Листови су беличасти и прекривени су ситним трахомама (длачицама) са којих се одбија сунчева светлост што биљци даје беличаст одсјај. Листови су јако ароматични, код стерилних изданака су сивкасти, а на цветајућим изданцима мањи али бројнији.
Цвета од септембра до децембра, цветови су седећи, дугуљасти и доста сужени у својој основи. Цветна ложа је огољена и на свакој се налази од 2 до 5 жућкастих хермафродитских цветова.
Етерична уља код примерака који расту у Синајској пустињи садрже значајне количине еукалиптола, те алфа и бета тујоне.